# Paralobaspis personata
Paralobaspis personata är en insektsart som beskrevs av Rehn, J.A.G. 1918. Paralobaspis personata ingår i släktet Paralobaspis och familjen vårtbitare. Inga underarter finns listade i Catalogue of Life.